# Haus Keuschenburg
Haus Keuschenburg war ein Herrensitz in Ostenfelde (Ennigerloh) in Nordrhein-Westfalen. 1868 wurde es teilweise abgerissen. Das Untergeschoss des am Mühlenbach gelegenen Herrenhauses und die Ökonomiegebäude sind noch vorhanden und stehen seit dem 17. Dezember 1987 unter Denkmalschutz.

## Beschreibung
Die Burg bestand aus einem Herrenhaus mit nördlichen Ökonomiegebäuden und einem südlichen Bergfried, der bis Anfang des 17. Jahrhunderts noch zu sehen war. Das Herrenhaus hatte einen fast quadratischen Grundriss mit etwa 19⅛ Meter Seitenlänge und zwei Stockwerke sowie fünf Fenster zur Frontseite. Das Untergeschoss war vier Meter hoch und bestand aus einem Rittersaal mit Kamin, einer kleinen Kapelle und zwei angrenzenden Zimmern. Im Obergeschoss waren sechs Räume. Während das Untergeschoss aus Bruchsteinwerk von einer Dicke von einem Meter war, bestand ein Fachwerk des Obergeschosses, das später aus Ziegelsteinen ausgeführt wurde; alles war mit hellem Putz überzogen. Der untere Teil dürfte wohl aus dem 14. Jahrhundert stammen, während alles übrige später dazu kam.

## Geschichte

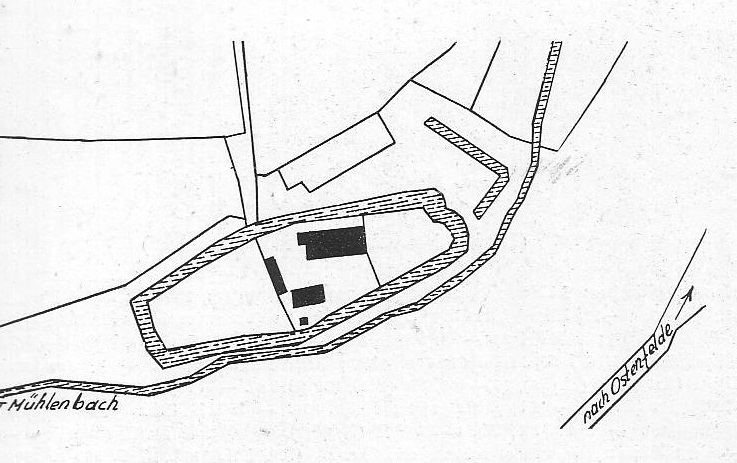
Die Lage des Hauses Keuschenburg

Hinricus dictus Vinke de Ostenfelde erbaute um 1300 die Burg Varnholt, was so viel wie „vor dem Holze“ heißt und von dem sich leicht der heutige Begriff Vornholz ableiten lässt. Zum gleichen Zeitpunkt errichtete ein Halbbruder des Hinricus die Keuschenburg. Zudem wird aus dem castrum tor Horst die Nienburg (neue Burg). 1333 wird als Eigentümer des Hauses Kessenborg, Keissenborg oder auch Korssenborg ein gewisser Adolphus dictus Kursne de Ostenfelde angegeben. Ihm folgte Heinrich Vincke von Ostenfelde, der die Burg bis 1433 innehatte; von 1440 bis 1519 Burgmannsfamilie von Hellerfeld genannt Naschart aus Stromberg; 1519–1545 Temmo Voß auf Haus Niengraben bei Enniger; 1545–1615 Wilbrand von Nagel.
Um 1580 begann der lang andauernde Rechtsstreit zwischen den Besitzern der Nien- und der Keuschenburg. 1615 hatten Jost und Phillip von Korff-Harkotten die Niesbrauchsrechte inne, die ihnen 1622 abgesprochen wurden. Während des Dreißigjährigen Krieges überfiel Christian von Braunschweig-Wolfenbüttel mit seinen verbündeten Hessen zweimal Ostenfelde. Die Straße Hessenknapp unweit der Burg hat daher ihren Namen. Von 1622 bis 1695 gelangten die Droste zu Erwitte in den Besitz der Keuschenburg, da der Besitzer von Nagel-Loburg eine Pfandschaft nicht einlösen konnte. Dagegen ging Dietrich Hermann von Nagel, Amtsdroste zu Stromberg und Obrist in der Armee Bischof Christoph Bernhard von Galen, vor. Er ließ sich 1666 vom Bischof mit der Keuschenburg belehnen. Zwar führte der Droste zu Erwitte mehrere Prozesse vor dem Reichskammergericht, die er auch gewann. Doch weder der Fürstbischof noch General Christoph Bernhard von Nagel zu Vornholz, ein Patenkind des Bischofs, hielten sich an das Urteil. Johann Droste zu Erwitte wurde am 26. April 1675 verhaftet und am 7. August des gleichen Jahres wurde auf Befehl des Fürstbischofes Christoph Bernhard von Galen die benachbarte Nienburg durch Soldaten des Dietrich Hermann von Nagel zerstört. Der dabei inhaftierte Droste konnte fliehen und gewann erneut einen Prozess vor dem Reichskammergericht. Am 1. November 1697 löste Christoph Bernhard von Nagel die Keuschenburg aus und kaufte die zerstörte Nienburg „dem seligen Herrn von Droste zu Nienborg“ für 45.000 Reichstaler ab, um weiteren Schaden von der Familie Nagel abzuwenden. 1698 gelangte die Keuschenburg jedoch durch ein Revisionsverfahren am Reichskammergericht zu Speyer an die Erben von Johann Droste zu Erwitte als Kompensation für die zerstörte Nienburg zurück; letztere verblieb in seinem Eigentum von Nagel. 1742 gelang es Josef Marsil Wilhelm Xaver von Nagel zur Loburg, fußend auf alten Lehnsansprüchen, die Keuschenburg wieder in Form eines Nießbrauchs für seine Familie verfügbar zu machen. 1778 zog der von seinen Gläubigern schwer bedrängte Sohn Clemens August Theodor Josef von Nagel zur Loburg mit seiner Familie in die für ihn sichere, weil nicht zu seinem Eigentum gehörende Keuschenburg um. Von hier aus organisierte er den Verkauf, die Zwangsversteigerung und die damit einhergehenden gerichtlichen Prozesse um das väterliche Erbe, damit er die Schulden seiner Ahnen begleichen konnte. Am bittersten wird ihm wohl am 7. Juni 1785 die Zwangsversteigerung des Schlosses Loburg, des Stammsitzes seines Geschlechtes, berührt haben, was sein Vater noch kurz zuvor erreicht hatte.
1802 kam die Keuschenburg an die Grafen Korff genannt Schmising zu Tatenhausen, dem Schwager von Clemens August, der fortan die Familie aushielt. 1827, kurz vor seinem Tod, musste der immer unter Geldnot leidende Clemens August von Nagel die Ablösung (finanzielle Kompensation) und Allodifikation des bisher zu Lehen gehenden Gutes Keuschenburg an den Eigentümer betreiben. Danach ging das ganze Familienarchiv derer zu Nagel nach Tatenhausen, von wo es schließlich 1995 von Benedikt Freiherr Teuffel zu Birkensee im Depot der Vereinigten Westfälischen Adelsarchive im Landesarchiv Nordrhein-Westfalen Abteilung Westfalen hinterlegt wurde. Im 17. Jahrhundert wurde der südliche Burgfried abgerissen, weil ihm keine militärische Bedeutung mehr zukam. 1868 wurde das obere Stockwerk des Herrenhauses abgerissen; übrig blieben nur das Untergeschoss und ein Anbau. Das noch unerforschte Archiv des Hauses Keuschenburg, mit zahlreichen Pergamenturkunden und anhängenden Siegeln, wurde auf Anweisung des Rentmeister Trömpert vom Gutspächter Raue nach Westkirchen in einer hölzernen Truhe eingelagert und ging beim Dorfbrand am 19. Juli 1868 verloren. 1997 wurde es von den Erben des Grafen Korff genannt Schmising in Form einer Erbteilung an den bisherigen Pächter Timmerherm verkauft. Von Keuschenberg sind das Untergeschoss des Herrenhauses, ein Anbau, die landwirtschaftlichen Ökonomiegebäude und die östliche Gräfte des angrenzenden Mühlbaches erhalten, die in ihren Umfassungen noch die ehemalige Wehrhaftigkeit bezeugen.